# Comunitat Cultural Catalano-Balear
La Comunitat Cultural Catalano-Balear va ser una entitat creada el 1936 amb la finalitat de promoure l'intercanvi de relacions culturals entre Catalunya i Balears.
Es pot considerar que és el resultat de l'intercanvi de missatges entre intel·lectuals i personalitats dels dos territoris. El Comitè Organitzador a Mallorca estava integrat per Francesc de Sales Aguiló, Miquel Marquès Coll, Miquel Massutí, Antoni Mulet, Joan Pons Marquès, Rafel Ramis Togores, Joan Maria Tomàs, Joan Sancho Llodrà, Elvir Sans, Josep Sureda Blanes i Damià Vidal. La Secretaria s'instal·là al segon pis de l'Ateneu de Barcelona. Gràcies a la recomanació de Joan Estelrich, hi treballava l'escriptor Manuel Andreu Fontirroig. Els actes programats eren una visita col·lectiva a les Balears i un concert de l'Orfeó Català. Simultàniament s'havia d'organitzar una visita des de les illes a Catalunya. Però la sublevació militar i feixista del juliol ho va fer impossible.